# Prêles (Berne)
Cet article concerne la localité et ancienne commune suisse du canton de Berne. Pour les plantes proches des fougères, voir Equisetidae.
Pour les articles ayant des titres homophones, voir Prelle (homonymie) et Presles.
Prêles est une localité et une ancienne commune suisse du canton de Berne, située dans l'arrondissement administratif du Jura bernois.

## Histoire

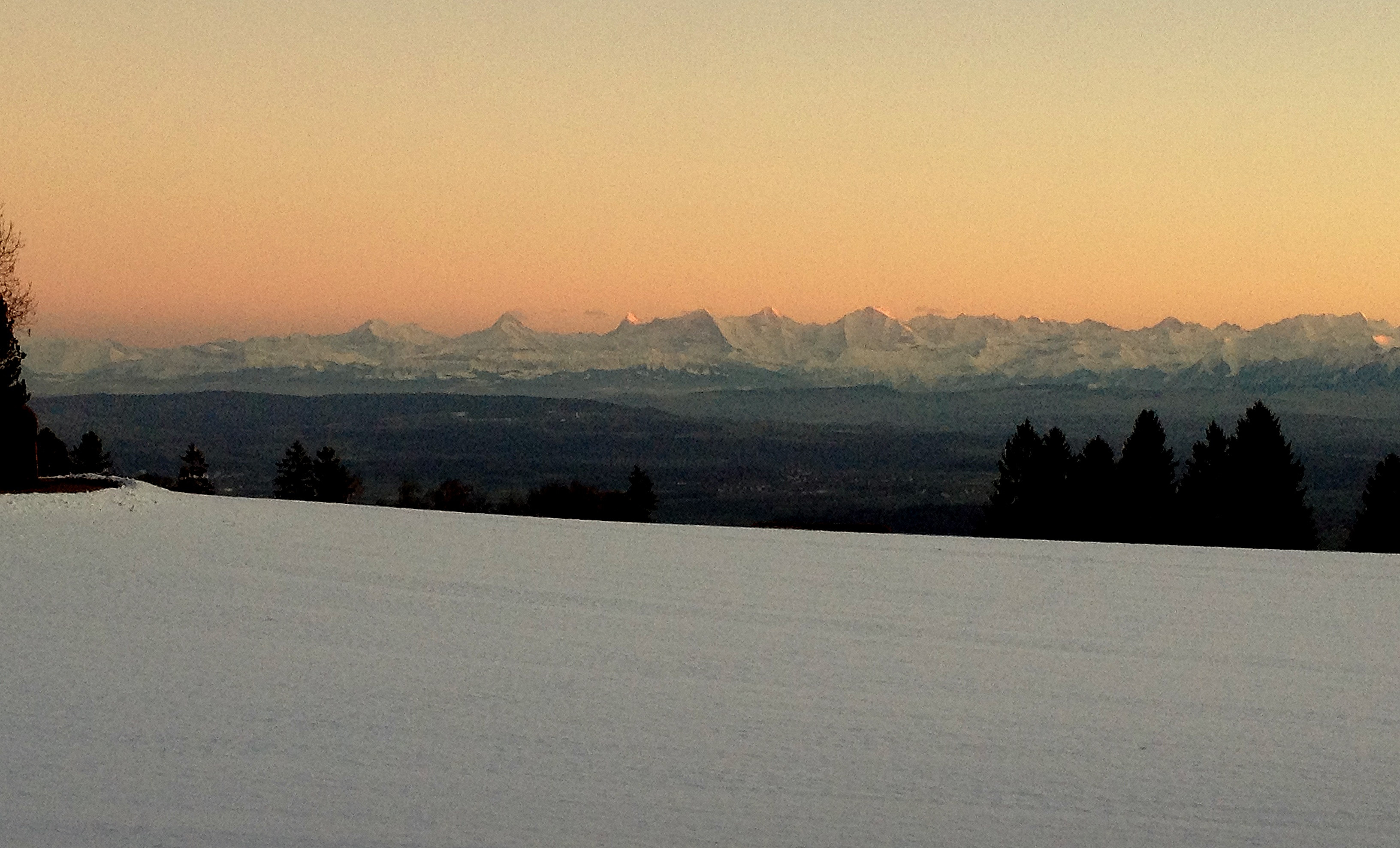
Les Alpes bernoises depuis Prêles

C'est en 1078 que le nom de Prêles est cité pour la première fois. Dès 1352, l'évêque de Bâle et le sire de Nidau eurent des droits sur Prêles. Ces droits passèrent en 1388 à la ville de Berne, et le restèrent pendant plus de 400 ans, jusqu'en 1797. De 1797 à 1815, Prêles a fait partie de la France, au sein du département du Mont-Terrible, puis, à partir de 1800, du département du Haut-Rhin, auquel le département du Mont-Terrible fut rattaché. Par décision du congrès de Vienne, le territoire de l’ancien évêché de Bâle fut attribué au canton de Berne, en 1815. Depuis lors, Prêles fait partie du district de La Neuveville, situé dans le Jura bernois, partie francophone du canton de Berne.
Le 9 juin 2013, les électeurs votent à 64,9% (229 voix) contre 35,1% (124 voix) la fusion de leur commune avec les autres communes de Diesse et Lamboing afin de former la nouvelle commune du Plateau de Diesse dès le 1er janvier 2014.

## Population et société

### Gentilé et surnom
Les habitants de la localité se nomment les Prêlois.
Ils sont surnommés les Corbeaux.

### Langues
En 2000, 30,5 % de la population était germanophone.

## Transports
- un funiculaire se frayant un chemin à travers les vignes en direction de Gléresse (Ligerz)
- bus pour la Neuveville par un CarPostal

## Personnalités
- Emile Tripet (1835-1918) : né à Prêles, mort à Saint-Pétersbourg après des études secondaires à Bienne et à l'Université de Neuchâtel enseigne en Italie, puis dès 1855 en Russie ; dès 1894 devient Directeur et rédacteur en chef du "Journal de Saint-Pétersbourg" où il était rédacteur depuis 1871. Il y cesse son activité en 1904.
- Georges Luterbacher : citoyen de Prêles qui, vers 1940-1950, cumulait les hautes fonctions : député au conseil national, directeur du Foyer d'éducation et maire de la localité.
- Francis Giauque : poète né à Prêles en 1934. Il se suicide le 13 mai 1965 à l'âge de 31 ans.